# Framingham
Framingham is een plaats in Middlesex County in de Amerikaanse deelstaat Massachusetts. De plaats ligt ongeveer 36 km ten westen van Boston.
Volgens de volkstelling van 2000 had Framingham 66.910 inwoners.

## Geschiedenis
Framingham ligt aan het 'Old Connecticut Path', een oude weg uit de tijd dat Massachusetts nog een kolonie van Groot-Brittannië was. De plaats werd gegrondvest in 1647, toen John Stone zich op de westelijke oever van de Sudbury River vestigde. In 1660 ontving Thomas Danforth, een van de rechters betrokken bij de heksenprocessen van Salem, de rechten voor een stuk land, dat 'Danforth Farms' genoemd werd. In de daaropvolgende jaren werd het landgoed sterk uitgebreid. Danforth verzette zich ertegen dat de nederzetting op zijn land gemeenterechten zou verkrijgen, maar dit gebeurde toch in 1700. De plaats werd 'Framingham' genoemd naar de geboorteplaats van Danforth, Framlingham (Suffolk, Engeland). Het is niet duidelijk waarom de letter 'L' in de loop van de geschiedenis verdwenen is.
De eerste kerk werd opgericht in 1701, de eerste onderwijzer werd in 1706 aangenomen en het eerste permanente schooltje kwam er in 1716.
De plaats werd bekend door de Framingham Heart Study, een onderzoek naar hart- en vaatziekten dat in 1948 met 5.209 inwoners begon en nu voortgezet wordt met de derde generatie van het nageslacht van de oorspronkelijke groep. Het onderzoek bestudeert de erfelijke en andere invloeden op hartziekten.
In Framingham bevindt zich de Garden in the Woods, een botanische tuin die het hoofdkwartier vormt van de New England Wild Flower Society.

## Bedrijven
Een aantal bedrijven die internationaal actief zijn hebben hun hoofdkwartier in Framingham:
- BOSE, fabrikant van hifi-apparatuur en luidsprekers
- International Data Corporation, marketingadviesbureau, en organisator van evenementen op het gebied van techniek en telecommunicatie
- Staples Inc., kantoorartikelen
- The TJX Companies, Inc., warenhuizen met lage prijzen

## Geboren
- Pie Traynor (1898-1972), honkbalspeler, manager, scout en radiopresentator
- Bill Morey (1919-2003), acteur
- Marshall Brown (1920-1983), jazztrombonist, muziekpedagoog, songwriter en orkestleider
- Nancy Dowd (1945), scenarioschrijfster
- Adam Schiff (1960), jurist en politicus
- Ginger Fish (1966), drummer
- Andi Matichak (1994), actrice